# 리모와
리모와(Rimowa)는 독일의 수하물 제조업체이다. 쾰른에 본사가 있다. 2017년, LVMH가 리모와의 80% 지분을 인수하였다.

## 역사
1898년, Paul Morszeck와 Heinrich Görtz는 Görtz & Morszeck라는 이름의 기업을 설립하였다. 1900년, Paul Morszeck이 이 회사의 유일한 디렉터 직함을 유지하였다. 1931년 그의 아들 Richard Morszeck이 이 기업에서 활동을 시작하여 베를린의 독일 특허 사무소에서 RIMOWA 상표를 등록하였다.